# Talon (Dorney Park & Wildwater Kingdom)
Talon in Dorney Park & Wildwater Kingdom (Allentown, Pennsylvania, USA) ist eine Stahlachterbahn vom Modell Inverted Coaster des Herstellers Bolliger & Mabillard, die am 5. Mai 2001 eröffnet wurde.
Um die Bahn leiser zu machen, wurden die Schienen mit Sand und die Stützen mit Kies gefüllt. Die Nachbarn des Parks waren vom Lärm der Bahn betroffen und als Gegenleistung entschied der Park diese Lärmschutzmaßnahme.

## Die Fahrt
Die 947,9 m lange Strecke beginnt mit einem 41,1 m hohen Lifthill, an den sich ein Predrop vor der eigentlichen 36,6 m hohen, 50° steilen Abfahrt anschließt. Neben diversen Kurven und Airtime-Hügeln besitzt die Bahn vier Inversionen: einen 29,9 m hohen Looping, eine Zero-g-Roll, einen Immelmann und einen Korkenzieher.

## Züge
Talon besitzt zwei Züge mit jeweils acht Wagen. In jedem Wagen können vier Personen (eine Reihe) Platz nehmen. Die Fahrgäste müssen mindestens 1,37 m groß sein, um mitfahren zu dürfen. Als Rückhaltesystem kommen Schulterbügel zum Einsatz.